# Бразил на Светском првенству у атлетици на отвореном 2022.
Бразил је на 18. Светском првенству у атлетици на отвореном 2022. одржаном у Јуџину  од 15. до 25. јула учествовао осаммнаести пут, односно учествовао је на свим првенствима до данас. Репрезентацију Бразила представљало је 56 учесника (34 мушкарца и 22 жене) који су се такмичили у 31 дисциплини (16 мушких, 14 женских и 1 мешовита).,
На овом првенству Бразил је по броју освојених медаља делио 19. место са 2 освојене медаље (1 златна и 1 бронзана). У табели успешности према броју и пласману такмичара који су учествовали у финалним такмичењима (првих 8 такмичара) Бразил је са 10 учесника у финалу заузео 13. место са 34 бода.
| Плас. | Земља  | 1. место | 2. место | 3. место | 4. место | 5. место | 6. место | 7. место | 8. место | Бр. финал. | Бод. |
| ----- | ------ | -------- | -------- | -------- | -------- | -------- | -------- | -------- | -------- | ---------- | ---- |
| 13.   | Бразил | 1        | 0        | 1        | 1        | 1        | 1        | 3        | 2        | 10         | 34   |

## Учесници
| Мушкарци: - Ерик Кардозо — 100 м, 4х100 м - Родриго до Наскименто — 100 м, 4х100 м - Фелипе Барди — 100 м, 4х100 м - Лукас Родригез да Силва — 200 м - Лукас Вилар — 200 м - Лукас Карваљо — 400 м - Тијаго Андре — 1.500 м - Алтобели Силва — 5.000 м - Данијел до Наскименто — Маратон - Жозе Марсио Леао да Силва — Маратон - Пауло Роберто Паула — Маратон - Рафаел Переира — 110 м препоне - Едуардо Родригез — 110 м препоне - Габријел Константино — 110 м препоне - Алисон дос Сантос — 400 м препоне - Махау Сугимати — 400 м препоне - Дерик Силва — 4х100 м - Витор Хуго дос Сантос — 4х100 м - Даглас Ернандес Мендес — 4х400 м (м+ж) - Витор Иго де Миранда — 4х400 м (м+ж) - Кајо Бонфим — 20 км ходање, 35 км ходање - Матеус Кореја — 20 км ходање - Лукас Мазо — 20 км ходање - Тијаго Мура — Скок увис - Тијаго Браз да Силва — Скок мотком - Аугусто Дутра — Скок мотком - Самори Фрага — Скок удаљ - Алмир дос Сантос — Троскок - Матеус де Са — Троскок - Александро Мело — Троскок - Дарлан Романи — Бацање кугле - Велингтон Мораис — Бацање кугле - Вилијан Дурадо — Бацање кугле - Алан Волски — Бацање кладива | Жене: - Виторија Кристина Роза — 100 м, 200 м - Ана Каролина Азеведо — 200 м - Ширли Некхубуј — 200 м - Табата Виторино — 400 м, 4х400 м (м+ж) - Тифани Марино — 400 м, 4х400 м (м+ж) - Кетили Батиста — 100 м препоне - Чајен да Силва — 400 м препоне - Татјана Ракел да Силва — 3.000 м препреке - Симоне Фераз — 3.000 м препреке - Вивијане Лира — 20 км ходање, 35 км ходање - Elianay Pereira — 35 км ходање - Мајара Луиз Висентенер — 35 км ходање - Летиција Оро Мело — Скок удаљ - Елајн Мартинс — Скок удаљ - Габријел Соуса дос Сантос — Троскок - Ана Каролина Силва — Бацање кугле - Ливија Аванчини — Бацање кугле - Фернанда Мартинс — Бацање диска - Изабела да Силва — Бацање диска - Андреса де Мораис — Бацање диска - Маријана Грасијели Марселино — Бацање кладива - Жусилене Салес де Лима — Бацање копља |

## Освајачи медаља (2)

### Злато (1)
- Алисон дос Сантос — 400 м препоне

### Бронза (1)
- Летиција Оро Мело — Скок удаљ

## Резултати

### Мушкарци
| Атлетичар                                                                         | Дисциплина     | Лични рекорд | Квалификације   | Квалификације   | Полуфинале            | Полуфинале            | Финале                      | Финале               | Детаљи |
| Атлетичар                                                                         | Дисциплина     | Лични рекорд | Резултат        | Место           | Резултат              | Место                 | Резултат                    | Место                | Детаљи |
| --------------------------------------------------------------------------------- | -------------- | ------------ | --------------- | --------------- | --------------------- | --------------------- | --------------------------- | -------------------- | ------ |
| Ерик Кардозо                                                                      | 100 м          | 10,01        | 10,18 (.173) КВ | 3. у гр. 6      | 10,15                 | 5. у гр. 3            | Нису се квалификовали       | 14 / 67 (71)         |        |
| Родриго до Наскименто                                                             | 100 м          | 10,04        | 10,11 КВ        | 3. у гр. 3      | 10,19 (.185)          | 6. у гр. 1            | Нису се квалификовали       | 17 / 67 (71)         |        |
| Фелипе Барди                                                                      | 100 м          | 10,07        | 10,22 (.218)    | 4. у гр. 7      | Нису се квалификовали | Нису се квалификовали | Нису се квалификовали       | 35 / 67 (71)         |        |
| Лукас Вилар                                                                       | 200 м          | 20,57        | 20,65 ЛРС       | 6. у гр. 7      | Нису се квалификовали | Нису се квалификовали | Нису се квалификовали       | 31 / 44 (49)         |        |
| Лукас Родригез да Силва                                                           | 200 м          | 20,34        | 20,90           | 6. у гр. 1      | Нису се квалификовали | Нису се квалификовали | Нису се квалификовали       | 41 / 44 (49)         |        |
| Лукас Карваљо                                                                     | 400 м          | 45,37        | 47,53           | 6. у гр. 6      | Нису се квалификовали | Нису се квалификовали | Нису се квалификовали       | 38 / 41              |        |
| Тијаго Андре                                                                      | 1.500 м        | 3:35,28      | Није стартовао  | Није стартовао  | Није се квалификовао  | Није се квалификовао  | Није се квалификовао        | Није се квалификовао |        |
| Алтобели Силва                                                                    | 5.000 м        | 3:44,19      | 13:43,80 ЛРС    | 17. у гр. 1     |                       |                       | Није се квалификовао        | 29 / 41 (42)         |        |
| Данијел до Наскименто                                                             | Маратон        | 2:04:51 НР   |                 |                 |                       |                       | 2:07:35                     | 8 / 54 (63)          |        |
| Жозе Марсио Леао да Силва                                                         | Маратон        | 2:08:37      | 2:11:43         | 27 / 54 (63)    |                       |                       |                             |                      |        |
| Пауло Роберто де Алмеида Паула                                                    | Маратон        | 2:09:51      | 2:13:39         | 37 / 54 (63)    |                       |                       |                             |                      |        |
| Рафаел Переира                                                                    | 110 м препоне  | 13,17 НР     | 13,23 КВ        | 2. у гр. 4      | 13,46                 | 4. у гр. 1            | Нису се квалификовали       | 17 / 38 (40)         |        |
| Едуардо Родригез                                                                  | 110 м препоне  | 13,27 НР     | 13,46 КВ        | 2. у гр. 2      | 13,62                 | 8. у гр. 2            | Нису се квалификовали       | 21 / 38 (40)         |        |
| Габријел Константино                                                              | 110 м препоне  | 13,18        | Дисквалификован | Дисквалификован | Није се квалификовао  | Није се квалификовао  | Није се квалификовао        | Није се квалификовао |        |
| Алисон дос Сантос                                                                 | 400 м препоне  | 46,72 НР     | 49,41 КВ        | 1. у гр. 2      | 47,85 КВ              | 1. у гр. 2            | 46,29 РСП, СРС, ЈАР, НР, ЛР |                      |        |
| Махау Сугимати                                                                    | 400 м препоне  | 48,67        | 52,43           | 8. у гр. 4      | Нису се квалификовали | Нису се квалификовали | Нису се квалификовали       | 33 / 35 (37)         |        |
| Родриго до Наскименто Фелипе Барди Дерик Силва Ерик Кардозо Витор Хуго дос Сантос | 4 х 100 м      | 37,72 НР     | 38,41 КВ, НРС   | 5. у гр. 2      |                       |                       | 38,25 НРС                   | 7 / 13 (16)          |        |
| Кајо Бонфим                                                                       | 20 км ходање   | 1:18:47 НР   |                 |                 |                       |                       | 1:19:51                     | 6 / 43 (45)          |        |
| Матеус Кореја                                                                     | 20 км ходање   | 1:22:14      | 1:27:31         | 30 / 43 (45)    |                       |                       |                             |                      |        |
| Лукас Мазо                                                                        | 20 км ходање   | 1:23:34      | 1:29:32         | 36 / 43 (45)    |                       |                       |                             |                      |        |
| Кајо Бонфим                                                                       | 35 км ходање   | 2:33:57      | 2:25:144 НР, ЛР | 7 / 40 (50)     |                       |                       |                             |                      |        |
| Тијаго Мура                                                                       | Скок увис      | 2,28         | 2,25            | 10. у гр. Б     |                       |                       | Није се квалификовао        | 18 / 26 (29)         |        |
| Тијаго Браз да Силва                                                              | Скок мотком    | 6,03 НР      | 5,75 КВ         | 3. у гр А       | 5,87                  | 4 / 28 (32)           |                             |                      |        |
| Аугусто Дутра                                                                     | Скок мотком    | 5,82         | Без пласмана    | Без пласмана    | Није се квалификовао  | Није се квалификовао  |                             |                      |        |
| Самори Фрага                                                                      | Скок удаљ      | 8,23         | 7,51            | 14. у гр. А     | Није се квалификовао  | 27 / 29 (32)          |                             |                      |        |
| Алмир дос Сантос                                                                  | Троскок        | 17,53        | 16,71 кв        | 5. у гр. А      | 16,87                 | 7 / 27 (29)           |                             |                      |        |
| Матеус де Са                                                                      | Троскок        | 16,87        | 16,04           | 11. у гр. Б     | Није се квалификовао  | 24 / 27 (29)          |                             |                      |        |
| Александро де Мело                                                                | Троскок        | 17,31        | Без пласмана    | Без пласмана    | Није се квалификовао  | Није се квалификовао  |                             |                      |        |
| Дарлан Романи                                                                     | Бацање кугле   | 22,61 НР     | 21,69 кв        | 6. у гр. Б      | 21,92                 | 5 / 29 (30)           |                             |                      |        |
| Велингтон Мораис                                                                  | Бацање кугле   | 20,78        | 19,80           | 10. у гр. А     | Нису се квалификовали | 19 / 29 (30)          |                             |                      |        |
| Вилијан Дурадо                                                                    | Бацање кугле   | 20,52        | 19,73           | 10. у гр. Б     | Нису се квалификовали | 21 / 29 (30)          |                             |                      |        |
| Алан Волски                                                                       | Бацање кладива | 75,22        | 71,27           | 14. у гр Б      | Нису се квалификовали | 26 / 28 (30)          |                             |                      |        |

### Жене
| Атлетичарка                  | Дисциплина       | Лични рекорд | Квалификације  | Квалификације | Полуфинале            | Полуфинале            | Финале                | Финале       | Детаљи |
| Атлетичарка                  | Дисциплина       | Лични рекорд | Резултат       | Место         | Резултат              | Место                 | Резултат              | Место        | Детаљи |
| ---------------------------- | ---------------- | ------------ | -------------- | ------------- | --------------------- | --------------------- | --------------------- | ------------ | ------ |
| Виторија Кристина Роза       | 100 м            | 11,03        | 11,20          | 5. у гр. 5    | Није се квалификовала | Није се квалификовала | Није се квалификовала | 23 / 49      |        |
| Виторија Кристина Роза       | 200 м            | 22,62        | 22,84 КВ       | 3. у гр. 3    | 22,47 ЈАР, НР, ЛР     | 4. у гр. 2            | Није се квалификовала | 12 / 44 (45) |        |
| Ана Каролина Азеведо         | 200 м            | 23,01        | 23,45          | 6. у гр. 4    | Нису се квалификовале | Нису се квалификовале | Нису се квалификовале | 34 / 44 (45) |        |
| Лорејн Мартинс               | 200 м            | 23,06        | 23,60          | 8. у гр. 2    | Нису се квалификовале | Нису се квалификовале | Нису се квалификовале | 41 / 44 (45) |        |
| Табата Виторино              | 400 м            | 51,99        | 52,17 кв       | 6. у гр. 2    | 52,42                 | 8. у гр. 1            | Није се квалификовала | 24 / 43      |        |
| Тифани Марино                | 400 м            | 51,51        | 52,80 (.792)   | 8. у гр. 2    | Нису се квалификовале | Нису се квалификовале | Нису се квалификовале | 35 / 43      |        |
| Кетили Батиста               | 100 м препоне    | 13,00        | 14,22          | 7. у гр. 2    | Нису се квалификовале | Нису се квалификовале | Нису се квалификовале | 38 / 38 (42) |        |
| Чајен да Силва               | 400 м препоне    | 55,15        | 59,46          | 7. у гр. 1    | Нису се квалификовале | Нису се квалификовале | Нису се квалификовале | 36 / 36 (37) |        |
| Татјана Ракел да Силва       | 3.000 м препреке | 9:24,38 НР   | 9:26,25        | 8. у гр. 3    |                       |                       | Нису се квалификовале | 23 / 42      |        |
| Симоне Фераз                 | 3.000 м препреке | 9:45,11      | 9:53,52        | 12. у гр. 1   | 38 / 42               |                       | Нису се квалификовале |              |        |
| Вивијане Лира                | 20 км ходање     | 1:32:56      |                |               |                       |                       | 1:33:11               | 17 / 36 (41) |        |
| Вивијане Лира                | 35 км ходање     | 2:49:12 НР   | 2:45:02 НР, ЛР | 8 / 35 (41)   |                       |                       |                       |              |        |
| Elianay Pereira              | 35 км ходање     | 3:05:58      | 3:05:39 ЛР     | 30 / 35 (41)  |                       |                       |                       |              |        |
| Мајара Луиз Висентенер       | 35 км ходање     | 3:05:51      | 3:06:10        | 31 / 35 (41)  |                       |                       |                       |              |        |
| Летиција Оро Мело            | Скок удаљ        | 6,63         | 6,64 кв, ЛР    | 7. у гр. Б    |                       |                       | 6,89 ЛР               |              |        |
| Елајн Мартинс                | Скок удаљ        | 6,74         | 6,33           | 9. у гр. А    | Нису се квалификовале | 21 / 25 (28)          |                       |              |        |
| Габријел Соуса дос Сантос    | Троскок          | 14,17        | 13,62          | 12. у гр. Б   | Нису се квалификовале | 25 / 28               |                       |              |        |
| Ана Каролина Силва           | Бацање кугле     | 18,46        | 16,58          | 13. гр. Б     | Нису се квалификовале | 26 / 29               |                       |              |        |
| Ливија Аванчини              | Бацање кугле     | 17,74        | 16,13          | 14. у гр. А   | Нису се квалификовале | 28 / 29               |                       |              |        |
| Фернанда Мартинс             | Бацање диска     | 64,66        | 60,08          | 8. у гр. Б    | Нису се квалификовале | 14 / 30               |                       |              |        |
| Изабела да Силва             | Бацање диска     | 63,04        | 59,78          | 9. у гр. Б    | Нису се квалификовале | 15 / 30               |                       |              |        |
| Андреса де Мораис            | Бацање диска     | 65,34        | 58,11          | 10. у гр. А   | Нису се квалификовале | 20 / 30               |                       |              |        |
| Маријана Грасијели Марселино | Бацање кладива   | 68,35        | 64,72          | 15. у гр. Б   | Нису се квалификовале | 29 / 30               |                       |              |        |
| Жусилене де Лима             | Бацање копља     | 62,89        | 57,13          | 9. у гр. А    | Нису се квалификовале | 19 / 31               |                       |              |        |

### Мешовито
| Атлетичари                                                                                | Дисциплина | Лични рекорд | Квалификације | Квалификације | Полуфинале | Полуфинале | Финале                | Финале       | Детаљи |
| Атлетичари                                                                                | Дисциплина | Лични рекорд | Резултат      | Место         | Резултат   | Место      | Резултат              | Место        | Детаљи |
| ----------------------------------------------------------------------------------------- | ---------- | ------------ | ------------- | ------------- | ---------- | ---------- | --------------------- | ------------ | ------ |
| Даглас Ернандес Мендес (м) Тифани Марино (ж) Витор Иго де Миранда (м) Табата Виторино (ж) | 4 х 400 м  | 3:15,89 НР   | 3:18,19 НРС   | 2. у гр. 2    |            |            | Нису се квалификовали | 14 / 15 (16) |        |